# センツォン・トトチティン

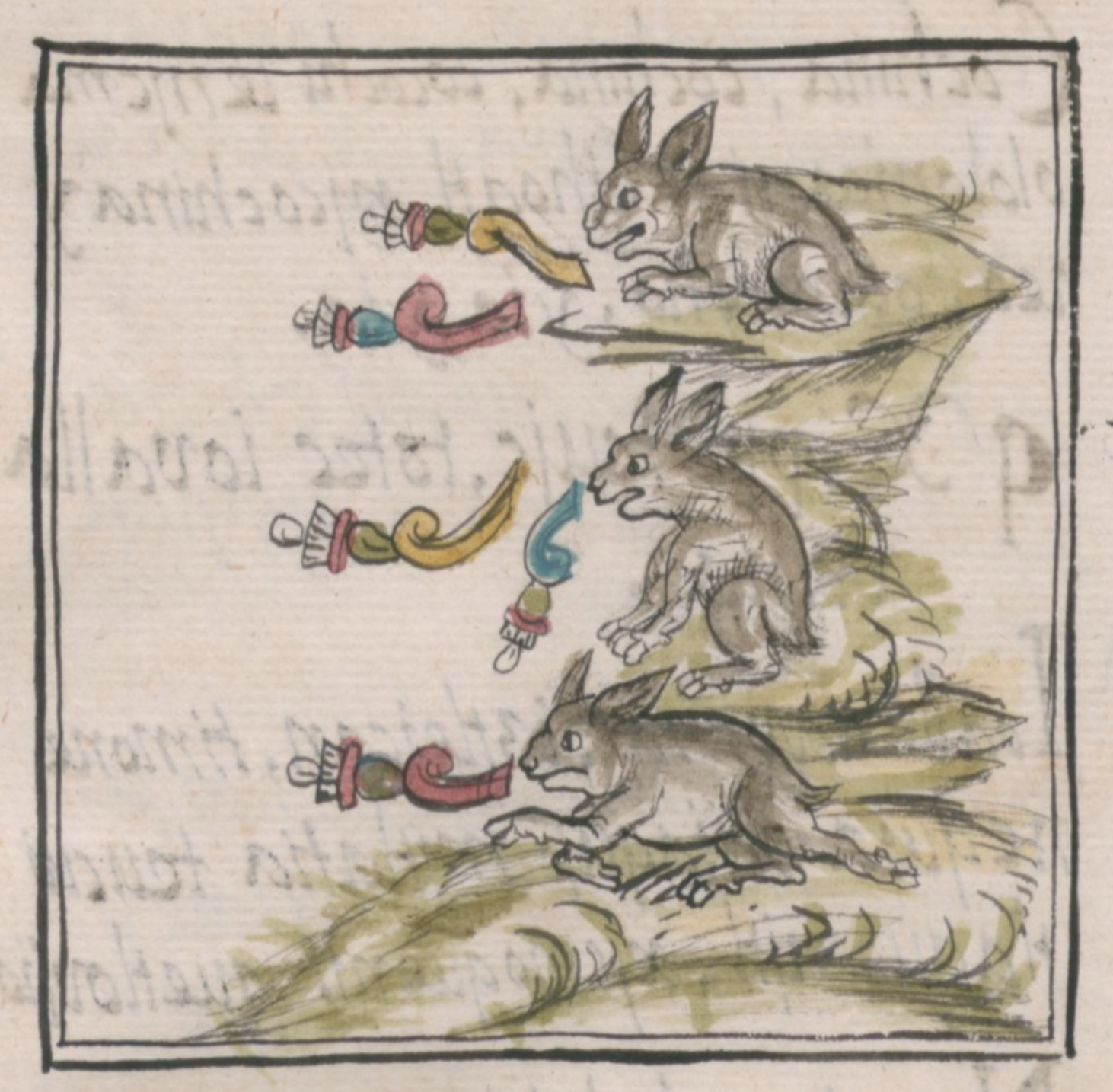
フィレンツェコーデックスにおけるセンツォン・トトチティンの可能性のある描画

センツォン・トトチティン（Centzon Totochtin）とは、アステカ神話における神。400羽のウサギの意味で、酩酊の神。パテカトルとマヤウェルの子供。